# Падение Ельцина с моста
Падение Ельцина с моста — событие, случившееся с Борисом Николаевичем Ельциным 28 сентября 1989 года. Этот инцидент долго и детально обсуждался на заседании Верховного Совета СССР, транслировавшемся по центральному телевидению, а также опубликованном в центральной печати. Такого типа публичные обсуждения никогда ранее не встречались в практике высших государственных и правительственных органов СССР.
По версии самого Ельцина, он решил посетить своего друга на даче Сергея Башилова. Захотев пройтись пешком, он отпустил шофёра со служебной машиной. Вдруг на него напали неизвестные, затолкали в автомобиль «Жигули», надели на голову мешок, а затем сбросили с моста в Москву-реку. Ельцину удалось спастись. Эта версия была подвергнута сомнению на заседании Верховного Совета СССР. Что произошло на самом деле, осталось до конца не выясненным, существуют лишь различные версии.

## Предшествующие события
В начале 1989 года в СССР прошли на альтернативной основе выборы народных депутатов. Ельцин одержал уверенную победу в Московском избирательном округе, построив свою программу на борьбе с привилегиями номенклатуры. В мае 1989 года на съезде народных депутатов Ельцин был выдвинут делегатами в качестве альтернативы Горбачёву на пост председателя съезда, но взял самоотвод. Не был он выбран и в постоянно действующий Верховный Совет. Тем не менее депутат Алексей Казанник отказался от места в Верховном Совете в пользу Ельцина. Ельцин возглавил Комитет Верховного Совета по строительству и архитектуре. 

## Обсуждение происшествия в Верховном Совете
16 октября 1989 года Горбачёв предложил срочно собраться членам Президиума, чтобы обсудить информацию о нападении на Ельцина, которое произошло в Подмосковье. В тот же день на вечернем заседании Верховного Совета он обратился к депутатам:
Сегодня днём собрались члены Президиума и послушали информацию по вопросу, который сейчас интересует уже не только общественность Москвы, но и страны. Так или иначе, нельзя уклоняться, на него нужно дать ответ. Я имею в виду вопрос о так называемом покушении на члена ЦК КПСС, члена Президиума Верховного Совета СССР товарища Ельцина Бориса Николаевича. Многие депутаты, и не только они, уже и лично ко мне обращаются, да и интервью, которые дал нескольким газетам товарищ Ельцин, требуют внести ясность.
Затем выступил министр внутренних дел Бакатин. Ссылаясь на письменный и устный рапорт от первого заместителя начальника ГУВД Мособлисполкома Черноглазова от 29 сентября, Бакатин рассказал, что происшествие состояло в том, что 28 сентября 1989 года в 23 часа 10 минут в милицейский пост правительственных дач пришёл Ельцин в мокрой одежде. Он заявил милиционерам Тумскому и Костикову, что он шёл на дачу к своему другу, и в этот момент на него было произведено нападение. По утверждению Ельцина, нападавшие затащили его в машину, отвезли в неизвестном направлении, затем надели ему на голову мешок и бросили в Москву-реку. Ельцин рассказал далее, что ему удалось выбраться на берег через 300 метров от моста вниз по течению, после чего он отправился на милицейскую проходную.
Бакатин сказал, что милиционеры помогли Ельцину просушить одежду и напоили его чаем. Ельцин просил их никому не сообщать о происшествии. Милиционеры позвонили на указанную Ельциным дачу друга, но указанного лица там не обнаружили. Сестра-хозяйка дачи сообщила, что указанные находились в это время в больнице. Через 30—40 минут в милицейский участок подъехал неизвестный мужчина на автомобиле «Нива», а ещё через 10 минут на автомобиле «Волга» приехали жена, дочь и зять Ельцина. В час ночи они все уехали.
Бакатин далее сообщил депутатам, что, несмотря на просьбу Ельцина сохранить происшествие в тайне, милиционеры доложили о нём начальству в соответствии со 127-м пунктом Устава патрульно-постовой службы советской милиции.
Служебное расследование не подтвердило факта нападения. Водитель служебной машины Ельцина категорически отрицал рассказ Ельцина о том, что водитель высадил его вдали от проходной дачного посёлка, а также отрицал преследование их какой-либо машиной. Он заявил, что высадил Ельцина у проходной, причём Ельцин взял с собой два букета цветов, один из которых был позже найден в 900 метрах от проходной. Исследование местности возле реки, на которую указал Ельцин, показало, что человек, сброшенный с моста, должен был получить тяжёлые физические повреждения, так как мост был 15-метровой высоты, а глубина составляла только 1,5 метра.
Бакатин сказал, что он переговорил с Ельциным лично и тот подтвердил, что факта покушения на его жизнь не было.
В прениях по докладу Бакатина выступил сам Ельцин. Он сказал:
Я заявил министру, когда он позвонил на следующий день, а также следователю через день и представителям многочисленных средств массовой информации, что никакого факта нападения на меня не было, никаких письменных заявлений я не делал, никуда не обращался, никаких претензий к органам внутренних дел не имею. У меня всё.
Резюмируя обсуждение, Горбачёв заключил, что Ельцин, видимо, пошутил; но вопрос о том, пошутил он или нет, выходит за пределы криминальных аспектов данной темы.

## Версия для митингов и интервью
Официальной версии событий Ельцин противопоставил «Заявление для печати и других средств массовой информации», которое разошлось в виде листовок.
На многолюдном митинге, состоявшемся 15 октября 1989 года, Ельцин дал следующую оценку происшествия и связанной с ним «травли»:
Специально в КГБ собрали совещание, чтобы дать указание распространять слухи, что Ельцин где-то напился, где-то с женщинами гулял. Они перешли уже все рамки, когда уже эта злость, видимо, затмила разум, затмила разумные действия. Их озлобленность не имеет границ, она уже перешла в явную травлю, чтобы скомпрометировать, дискредитировать депутата, который давно им, так сказать, как кость в горле, которая торчит у них, понимаешь, как гвоздь.
Ельцин также прокомментировал «травлю» в нескольких интервью. Он, в частности, сказал:
Зачем, скажите, было обсуждать инцидент из моей личной жизни на сессии? Что, мало в стране проблем? При межнациональных столкновениях льётся кровь, экономика в упадке, кризис в финансах, в социальной сфере. Нет, ещё стенограмму в «Известиях» напечатали — как будто это важнейший вопрос в государстве.

## Версия в автобиографической книге
В автобиографической книге «Исповедь на заданную тему» Ельцин осветил вопрос подробнее. Согласно этой версии происшествия, после встречи с избирателями он отправился к своему старому другу по Свердловску Сергею Башилову, который жил на правительственной даче в подмосковном поселке Успенское. Он отпустил водителя, так как захотел пройтись пешком. Вдруг появились неизвестные на другой машине, и он оказался в реке.
По свидетельству Ельцина, вода была очень холодная, и он с трудом доплыл до берега. Затем он отправился к посту милиции, где его сразу же узнали в лицо. Его напоили чаем. Вопросов не задавали, так как Ельцин сказал, что о происшествии никому не следует сообщать. Вскоре за ним приехали жена и дочь.
Своё решение не разглашать деталей происшествия Ельцин объяснил желанием не провоцировать выступления его сторонников. Он полагал, что в знак протеста против покушения на его жизнь могли забастовать трудящиеся Зеленограда, Свердловска и Москвы.
Ельцин далее утверждает, что, несмотря на его нежелание предавать эти события огласке, министр внутренних дел СССР Бакатин доложил на сессии Верховного Совета СССР, что никакого покушения не было, и сообщил фальсифицированную информацию. Тем не менее, Ельцин оставался уверен, что «народ во всём разберется». Указывая на неточности Бакатина, Ельцин уточнил, что высота моста была на самом деле 5 метров.
Ельцин также утверждал, что с целью его дискредитировать были распущены бредовые слухи, будто он пошёл к своей любовнице, но та облила его водой из ведра.

## Версия Александра Коржакова
Начальник Службы охраны Ельцина Александр Коржаков (человек, приехавший на «Ниве») в книге «Борис Ельцин: от рассвета до заката» оставил такие воспоминания о происшествии:
Примчался я к посту в Успенском и увидел жалкую картину. Борис Николаевич лежал на лавке в милицейской будке неподвижно, в одних мокрых белых трусах. Растерянные милиционеры накрыли его бушлатом, а рядом поставили обогреватель. Но тело Ельцина было непривычно синим, будто его специально чернилами облили. Заметив меня, Борис Николаевич заплакал: «Саша, посмотри, что со мной сделали…»
Комментируя рассказ Ельцина, Коржаков пишет, что в нём «почти всё показалось странным», в частности такая подробность, что злоумышленники завязали мешок на голове Ельцина, но тому удалось развязать его, находясь в воде. По мнению Коржакова, убийцы-профессионалы не могли оказаться такими профанами в завязывании мешка.
«На следующее утро я приехал на то место, где, по словам Ельцина, его сбросили в воду, и увидел: там уцелеть при падении вряд ли можно, потому что высота моста — метров шесть, а река мелкая — глубина максимум около метра».

## Версия о любовнице
Версия о том, что Ельцин шёл в тот день к любовнице, также обсуждалась в печати. При этом указывают на Елену Степанову, которая была домработницей на даче у Башиловых, друзей Ельцина по Свердловску. Сама Степанова близкую связь отрицает, но признает, что её шесть часов допрашивали на Лубянке. Она даёт такую версию событий:
У него какая-то с кем-то встреча была тайная под покровом ночи… Он же в канаву свалился, а потом дошёл до нашего милицейского поста. Ребята говорили, что весь был в грязи.
На предположение корреспондента, будто Ельцин в те времена алкоголь не употреблял, Степанова в ответ рассмеялась: «Да что вы говорите!»

## Влияние на культуру
В книге Александра Хинштейна «Ельцин. Кремль. История болезни» падению Ельцина с моста посвящена целая глава. Хинштейн утверждает, что этот скандал не убавил популярности Ельцина. Напротив — его стали любить ещё сильнее. По словам Хинштейна, «мокрое» дело шагнуло в народ, о нём слагали анекдоты и даже поэмы.
Сюжет занял важное место в ряду забавных случаев, происходивших с Ельциным. Помимо народного творчества, случай упоминался, например, в политическо-сатирической передаче «Куклы».
Очень быстро получила распространение стихотворная интерпретация событий. 30 января 1990 года газета «Свободное слово» опубликовала анонимное стихотворение. Цитата из стихотворения (приведено только начало):
Вот мост через тихую местную реку,

С которого сбросить нельзя человека,

Поскольку, по данным замеров, река

Под этим мостом чрезвычайно мелка.

А вот и Борис, что с моста сброшен в реку,

С которого сбросить нельзя человека,

Поскольку, по данным замеров, река

Под этим мостом чрезвычайно мелка.

А вот и мешок от вьетнамского риса,

Который, по слухам, надет на Бориса,

Который был сброшен с моста прямо в реку,

С которого сбросить нельзя человека,

Поскольку, по данным замеров, река

Под этим мостом чрезвычайно мелка.

…
В 1995 году движение «Субтропическая Россия» включило стихотворение в шуточный сборник од «Ельциниана»[значимость факта?]. Первые публикации стихотворения указывали на «неизвестного автора». Достоверных сведений об авторстве нет.
В июне 1990 года газета «Искра» № 19 опубликовала «Песню о Боре-вестнике» Максима Кислого — Нестора Пушлера, начинавшуюся такими словами:
Над сплошной рваниной горя

Кто-то митинг собирает.

Между бучей и Егором

Гордо реет Боря-вестник,

Чёрной мельнице подобный.

То с моста в мешке бросаясь,

То стрелой летая в Штаты,

Интервью даёт — и люди

Слышат голос важной птицы.
После этого случая около моста пытались поставить гранитную мемориальную доску с надписью вроде: «Вот с этого моста падал и упал первый президент России Б. Н. Ельцин».
Роман Виктора Пелевина «Empire V» содержит аллюзию на памятное падение. В описанном в нём ресторане «Le Yeltsine Ivre» («Пьяный Ельцин») имеется «круглый бассейн — небольшой и глубокий, с арочным мостиком сверху».
В 2021 году вышел комикс «Падение Ельцина с моста» Виталия Терлецкого.